# Resto de supernova de Vela
El resto de supernova de Vela, también llamado Vela XYZ, SNR G263.9-03.3 y AJG 8, es un resto de supernova situado en la constelación de Vela. Es uno de los restos de supernovas más estudiados y más cercanos a la Tierra. Aunque se superpone al resto de supernova Puppis A, este último está unas cuatro veces más lejos.

## Morfología
En banda de radio, el resto de supernova de Vela aparece como una nebulosa casi circular, con la emisión más brillante en el cuadrante suroeste, conocido como Vela X. Se piensa que esta región corresponde a una nebulosa de viento de púlsar o plerión (PWN).
El resto de supernova Vela es una de las fuentes más brillantes y grandes del cielo nocturno en la región de rayos X blandos. Su principal peculiaridad es la diferencia de radio y brillo en rayos X entre sus regiones suroeste y noreste. Además, la zona suoroeste parece estar más caliente que la zona noreste.
Las imágenes obtenidas con el satélite ROSAT han revelado una envoltura cuyo diámetro es de aproximadamente 8°, lo que implica que su diámetro medio es de 40 pársecs.
Igualmente, esta envoltura es brillante solo en la región noreste, mientras que la región suroeste es tenue y está más extendida. El límite entre la parte brillante y oscura de la concha es bastante nítido. Finalmente, el resto de supernova de Vela es peculiar en otro aspecto: no se observa el frente de choque principal y, en cambio, la mayor parte de la emisión de rayos X se distribuye por todo el volumen del resto de supernova.
En el resto de supernova de Vela se observan varios fragmentos de eyección que sobresalen de la onda de choque delantera,
probablemente reliquias de anisotropías que se desarrollaron durante la explosión de la supernova. Estudios recientes han revelado una alta abundancia de silicio en dos de los fragmentos —ubicados en direcciones opuestas—, lo que sugiere la posible existencia de una estructura de «jets» ricos en silicio, similares a los encontrados en Casiopea A.

## Remanente estelar

Pulsos de rayos gamma procedentes del púlsar de Vela (imágenes del telescopio Fermi)

El resto de supernova de Vela está asociado al púlsar de Vela (PSR J0835-4510): la relación entre ambos objetos astronómicos, realizada por astrónomos de la Universidad de Sídney en 1968, fue la prueba directa de que las supernovas dan lugar a estrellas de neutrones.
La rotación de este púlsar, cuya frecuencia es de aproximadamente 11,2 Hz, ha sido estudiada exhaustivamente desde su descubrimiento. Fue el primer púlsar en donde se detectó una «falla» o «defecto» en su rotación; cuando se detectó de nuevo, dos años y medio más tarde, quedó claro que dichas «fallas» eran grandes y frecuentes. En estos episodios, la frecuencia de rotación se incrementa en unos 20 μHz.

## Edad y distancia
No existe un claro consenso en cuanto a la edad del resto de supernova de Vela: mientras que la edad estimada de su púlsar asociado es de 11 300 años, la antigüedad calculada por otros métodos varía entre 3470 —edad del plasma— y 9500 años —edad dinámica basada en la velocidad y en el tamaño de la onda de choque—.
Asimismo, el resto de la supernova de Vela es uno de los restos de supernova más cercanos a nosotros. Diferentes estimaciones de su distancia sitúan a este objeto a 250 ± 30 pársecs, 294 ± 76 pársecs —a partir de la medida de paralaje del púlsar de Vela por el telescopio espacial Hubble— y 287 ± 19 pársecs.